# Témoin indésirable
Pour les articles homonymes, voir Témoin indésirable (homonymie).
Ne doit pas être confondu avec Témoin muet (Agatha Christie).
Témoin indésirable (Ordeal by Innocence) est un roman policier d'Agatha Christie publié le 3 novembre 1958 au Royaume-Uni. Il est publié en 1959 aux États-Unis et en France.
Considéré par la critique comme l'un de ses meilleurs ouvrages tardifs et qualifié par Agatha Christie elle-même comme l'une de ses deux œuvres préférées, avec La Maison biscornue (1949), il s'agit également de l'une de ses œuvres les plus noires, proposant une vision approfondie de la psychologie de l'innocence et de sa démonstration.
Le roman met en scène Jackie Argyle qui, purgeant une peine de réclusion criminelle pour le meurtre de sa mère (meurtre qu'il nie en bloc), décède en prison d'une pneumonie. Deux ans après cet événement, le témoin qui aurait dû lui servir d'alibi apparaît soudainement et veut prouver son innocence. La famille du condamné doit alors faire face à la suspicion d'être le criminel qui se pose sur chacun d'eux, puisque le vrai meurtrier est encore parmi eux.

## Personnages
- Le « témoin indésirable »
  - Arthur Calgary (alias « Dr Calgary ») : personnage principal et témoin.

- La personne accusée à tort
  - Jackie Argyle (alias « Jacko ») : fils adoptif de Leo et Rachel et accusé de meurtre, décédé.

- Personnages principaux
  - Leo Argyle : père de Jackie et veuf de Rachel Argyle
  - Rachel Argyle : (ex-)femme de Leo, décédée
  - Marry Durrant (alias « Polly ») : fille adoptive de Leo et Rachel
  - Hester Argyle : fille adoptive de Leo et Rachel
  - Tina Argyle : fille adoptive de Leo et Rachel
  - Micky Argyle : fils adoptif de Leo et Rachel
  - Philip Durrant : mari de Marry Durrant (« Polly »), décédé
  - Kirsten Lindstorm (alias « Kirsty ») : gouvernante et infirmière
  - Gwenda Vaughan : secrétaire de Leo Argyle

- Personnages secondaires
  - Maureen Clegg : veuve de Jackie Argyle.
  - M. Clegg : époux actuel de Maureen.
  - M. Huish : superintendant (commissaire) de police.
  - Donald Craig (alias « Dr Craig » ou « Don ») : médecin et fiancé d'Hester Argyle.
  - M. Marshall : avocat de la famille Argyle.

## Résumé
Le récit est composé de 25 chapitres.

## Dédicace
Le livre est dédié à Billy Collins : « To Billy Collins with affection and gratitude ». C'est lui qui convainquit Christie de quitter Bodley Head, l'éditeur de ses six premiers livres, pour obtenir un contrat plus intéressant chez William Collins, Sons en 1926.

## Éditions
- (en) Ordeal by Innocence, Londres, Collins Crime Club, 3 novembre 1958, 256 p.
- (en) Ordeal by Innocence, New York, Dodd, Mead and Company, 1959, 247 p.
- Témoin indésirable (trad. Jean Brunoy), Paris, Librairie des Champs-Élysées, coll. « Le Masque » (no 651), 1959, 255 p. (BNF 31945492)
- Témoin indésirable (trad. Jean-Marc Mendel), dans : L'Intégrale : Agatha Christie (trad. de l'anglais, préf. Jacques Baudou), t. 10 : Les années 1953-1958, Paris, Librairie des Champs-Élysées, 1997, 1245 p. (ISBN 2-7024-2416-3, BNF 35863425)

## Adaptations

### Au cinéma
- 1984 : Témoin indésirable (Ordeal by Innocence), film britannique de Desmond Davis

### À la télévision
- 2004 : Témoin indésirable (Ordeal by Innocence), téléfilm de la série britannique Miss Marple d'ITV (épisode 3.02), avec l'ajout du personnage de Miss Marple joué par Geraldine McEwan
- 2009 : Am Stram Gram, téléfilm de la série française Les Petits Meurtres d'Agatha Christie de France 2, avec l'ajout du duo d'enquêteurs Larosière-Lampion joués par Antoine Duléry et Marius Colucci
- 2018 : Témoin indésirable (Ordeal by Innocence), mini-série britannique de Sandra Goldbacher diffusé en 4 épisodes sur Canal+ (3 épisodes sur la BBC)

### En bande dessinée
- 2006 : Témoin indésirable, bande dessinée française de la collection Agatha Christie de Chandre (scénario et dessin)

### À la radio
- 2014 : Ordeal by Innocence, feuilleton radiophonique de BBC Radio 4.